# آنا تيريزا كازاس
آنا تيريزا كازاس (بالإسبانية: Ana Teresa Casas)‏ هي دراجة مكسيكية، ولدت في 8 نوفمبر 1991.

## وصلات خارجية
- آنا تيريزا كازاس على موقع الاتحاد الدولي للدراجات (الإنجليزية)
- آنا تيريزا كازاس على موقع أرشيف الدراجات (الإنجليزية)
- آنا تيريزا كازاس على موقع إحصائيات الدراجات الإحترافية (الإنجليزية)
- آنا تيريزا كازاس على موقع نسبة الدراجات (الإنجليزية)